# هریتیج هیلز (نیویورک)
هریتیج هیلز (به انگلیسی: Heritage Hills) یک منطقهٔ مسکونی در ایالات متحده آمریکا است که در شهرستان وستچستر، نیویورک واقع شده‌است. هریتیج هیلز ۴٫۹ کیلومتر مربع مساحت و ۳٬۹۷۵ نفر جمعیت دارد و ۱۷۹ متر بالاتر از سطح دریا واقع شده‌است.